# ジロカストラ
ジロカストラ（アルバニア語: Gjirokastër、ギリシア語: Αργυρόκαστρο、トルコ語: Ergiri、イタリア語: Argirocastro）はアルバニア南部の人口43,000人の都市である。歴史的な地域であるエピルス地方にあり、ジロカストラ州とジロカストラ県の首府である。旧市街は世界遺産に登録され、希少なオスマン帝国時代の町並みや農民によって築かれた多くの歴史遺産が残されている。ジロカストラはジロカストラ山とドリノ川の間の谷に位置し、海抜は300メートルである。ジロカストラ城が市内を見下ろし、5年ごとにジロカストラナ民族文化フェスティバルが開かれている。ジロカストラは共産主義時代の指導者エンヴェル・ホッジャやアルバニアの著名な作家イスマイル・カダレの出身地で、市内にはエチェレム・チャベイ大学がある。
ジロカストラが歴史的な記録に現れたのは1336年で、名称はギリシャ語でアルギロカストロ（Argyrokastro）。当時は東ローマ帝国の領域の一部であった。のちにアルバニア人貴族ジョン・ゼネビシ（1373-1417）の公国であったジロカストラ公国の中心地となる。その後、5世紀にわたりオスマン帝国の支配下となった。バルカン戦争時にはギリシャ人が居住していることを根拠としてギリシャ陸軍によって占領されたが、1913年に新たに独立を宣言したアルバニアに組み込まれる。これに反発した地元のギリシャ人たちは、ゲリラ闘争によって北エピルス自治共和国を成立させ、ジロカストラに首都を置いたが、ジロカストラを含む北エピルスは1921年には最終的にアルバニア領となった。アルバニアに政治危機を引き起こした1997年のアルバニア暴動は、市内にも及んだ。
アルバニア人と並んで、かなりのギリシャ人マイノリティーが市内に居住している。 ジロカストラは、サランダとともにアルバニアにおけるギリシャ人コミュニティーの中心であると考えられており、市内にはギリシャの領事館が置かれている。

## 歴史
ジロカストラでは鉄器時代に遡る陶器が発見され、それが最初に現れたのは青銅器時代後期のエルバサン県パズホクで、アルバニアのいたるところでこれらの陶器が発見されている。ジロカストラ周辺で人が最初に住み始めた記録では、ギリシャ人の部族であるハオニア人の名が記されている。
町の城壁は3世紀に遡る。高い石の壁の城塞は6世紀から12世紀にかけ建築された。この間、ジロカストラは大きな商業的な中心として開発されアルギロポリス Argyropolis （古代ギリシア語: Αργυρόπολις, 銀の都市の意）やアルギロカストロン Argyrokastron（古代ギリシア語: Αργυρόκαστρον, 銀の城の意）として知られていた。

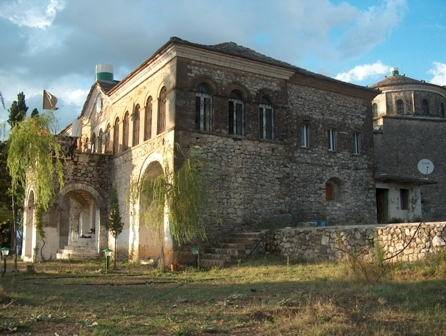
メラニテッケ

町は東ローマ帝国、エピロス専制侯国の領域の一部となり、最初の記録ではアルギロカストロと東ローマ皇帝ヨハネス6世カンタクゼノスによって1336年に言及されている。1336年-1418年の間は、アルバニア人貴族ジョン・ゼネビシ下のジロカストラ公国の首都であった。
1417年になるとオスマン帝国の一部となり1419年にアルバニア・サンジャクの首府となる。オスマンの旅行家エヴリヤ・チェレビが1670年にジロカストラを訪れた時、200戸の住居が城壁内にあり、東側にはキリスト教徒の街区であるKyçyk Varosh（城外の小さな街区の意）に200戸が、Byjyk Varosh（城外の大きな街区の意）には150戸が、他に Palorto、Vutosh、Dunavat、Haxhi Bey、Memi Beyの6の街区が城の周辺の丘陵地に点在していた。チェレビの記録によれば、町には当時2,000戸の住居と8つのモスク、3つの教会、280の商店、5つの泉、5つのキャラバンサライがあったとされる。
1811年、ジロカストラはアルバニアで生まれたテペデレンリ・アリー・パシャが率いるヤニナ・パシャルク の一部となり、バルカン半島南西部にある半自治の封建領地に変わって、1822年にアリー・パシャが亡くなるまで続いた。1868年にパシャリクが落ちると、エルジリ・サンジャクの首府になる。1880年7月23日にアルバニア南部の政治連盟プリズレン連盟の会議がジロカストラで行われ、オスマン帝国のアルバニア人人口が多い地域が他国に割譲された場合に反乱を起こすことが決定された。
1831-1912年のアルバニア人の民族覚醒でジロカストラは運動の中心地となり、一部のグループはスカンデルベグの肖像を運び入れたと報告されている。スカンデルベグはアルバニアの国民的な英雄で、この時代の運動の象徴であった。ジロカストラには多数のギリシャ人が居住しており、第一次バルカン戦争時（1912-1913）にギリシャ人により町の自治が要求され、ギリシャ人の領域となった。オスマンもこの時期になると、ジロカストラからは撤退している。　
しかしながら、1913年のロンドン条約と1913年12月17日のフィレンツェ議定書によってアルバニアに与えられた。この出来事による変化は地元のギリシャ人にはまったく支持されていないことを示し、ゲオルギオス・クリスタキス・ゾグラフォスの下に集結し抵抗勢力が作られた。組織はすぐに、ギリシャと合同で地元による自治か列強などによる国際的な軍の駐留をジロカストラやサランダ、コルチャに要求した。
1914年3月、北エピルス自治共和国はジロカストラで独立を宣言し列強とコルフ議定書で確認された。 しかしながら第一次世界大戦でアルバニアが崩壊したため、共和国は短命であった。 1914年10月-11月にギリシャ軍が戻り、再びジロカストラをサランダやコルチャと共に攻略している。 1916年4月にジロカストラを含むこの地域を「北エピルス」と言及し、ギリシャに併合した。パリ講和会議により戦前の状態に戻され、1913年のフィレンツェ議定書で決定された国境が支持され、ジロカストラは再びアルバニアの主権下に戻された。1939年4月にジロカストラはイタリアのアルバニア侵攻に続いて、イタリアに攻略されている。ギリシャ・イタリア戦争中の1940年12月にギリシャ軍が市内に侵攻し、ナチス・ドイツの攻略と1941年4月に再びイタリアが支配する前の4か月間にわたり駐留した。1943年9月のイタリア講和後はドイツによって支配され、最終的に1944年にアルバニアは解放され、ジロカストラもアルバニアの主権に戻される。
第二次世界大戦後の共産主義政権下でのジロカストラは、工業や商業の中心として開発が進められた。博物館都市として地位が上がり、共産主義のリーダーであるエンヴェル・ホッジャの生誕地でもあるジロカストラでは、ホッジャの生家が博物館になっている。共産主義の時代が終わった1991年以降、ジロカストラは経済的な問題に直面している。1993年にはギリシャ人マイノリティーとアルバニア警察との衝突の中心地にもなった。1997年には大規模なねずみ講の破綻によるアルバニア経済の大混乱による影響をジロカストラでも受けている。 サリ・ベリシャ政権に対する反政府運動の中心となり、反体制派による暴動が起こり、最終的にサリ・ペリシャ政権は辞職する。1997年12月16日にホッジャの生家は何者かによる破壊の被害を受けるが、のちに修復されている。

## 宗教・文化
1925年、アルバニアはベクタシュ教団の世界的な中心となった。教団の中心がティラナに置かれ、ジロカストラはアルバニアに6つある教区のうちの1つとなりアシム・ババのジェメヴィ（修道院）の中心であった。ジロカストラで多くのベクタシュやスンニ派人口を保っていた。歴史的に15のモスクやテッケ（修道院）が設立され、1945年にはそのうちの13は機能していた。現在ではジロカストラモスクが残るのみで、他の12の宗教施設は1967年にアルバニアの文化革命によって共産主義政権により破壊された。
ジロカストラはアルバニア正教会の教区も置かれている。17世紀、オスマンの旅行家であったエヴリヤ・チェレビが1670年にジロカストラを訪れた際、町の詳細な記述を残している。ある日曜日にチェレビはヴァイティムを聞いている。ヴァイティムは伝統的なアルバニアの死に際しての嘆きでプロの会葬者により行われ、泣き女の一種である。チェレビはその騒々しさからジロカストラに「泣き叫ぶ町」と言うあだ名を付けている。
アルバニアの小説家イスマイル・カダレによる小説『石の年代記』では第一次世界大戦と第二次世界大戦にイタリアやギリシャによって占領されたジロカストラの歴史を伝えている。アルバニア初の女性作家であるムシネ・コクアルアーリは80ページにわたり10の若々しいジロカストラの彼女の方言で散文『私の古い母は私にこう言っている』（アルバニア語: Siç me thotë nënua plakë）を残している。この作品では日々のジロカストラの女性の奮闘が描かれ、地域でブームとなった。
ジロカストラはアルバニア人、ギリシャ人両方のポリフォニーがあり、5年ごとにジロカストラナショナルフォルクローレフェスティバル（アルバニア語: Festivali Folklorik Kombëtar）が行われる。フェスティバルは1968年以来開かれ 、直近では2009年に開催されている。フェスティバルはジロカストラ城で開かれている。
ジロカストラではギリシャ人マイノリティーが多く住んでいることから、ギリシャ語の新聞Λαϊκό Βήμα（Laiko Vima）が発行されている。同新聞は1945年に発刊され、同時代のアルバニア社会主義人民共和国で発行が許されていた唯一のギリシャ語新聞であった。

## ランドマーク
ジロカストラの町は傾斜地に築かれ、周囲を城塞が取り囲んでおり台地の上を占めている。 城壁は3世紀に築かれたが、最初に言及されたのは12世紀で、現存する多くの建物はオスマン時代の17世紀や18世紀に遡る。典型的な建物は高い石のブロックで築かれ、5階くらいの高さまで築くことが出来る。家を囲む外部と内部には階段があり、このような防御された住居はアルバニア南部の典型的な住居であると考えられる。低層部には水槽と家畜小屋があり、上層部にはゲストルームと家族の部屋で構成され暖炉も含まれている。さらに上の階には家族の寝室と内部の階段がつながれている。世界遺産にジロカストラが指定されてからは、そのいくつかが復元されているが、他の建物は荒廃が進んでいる。

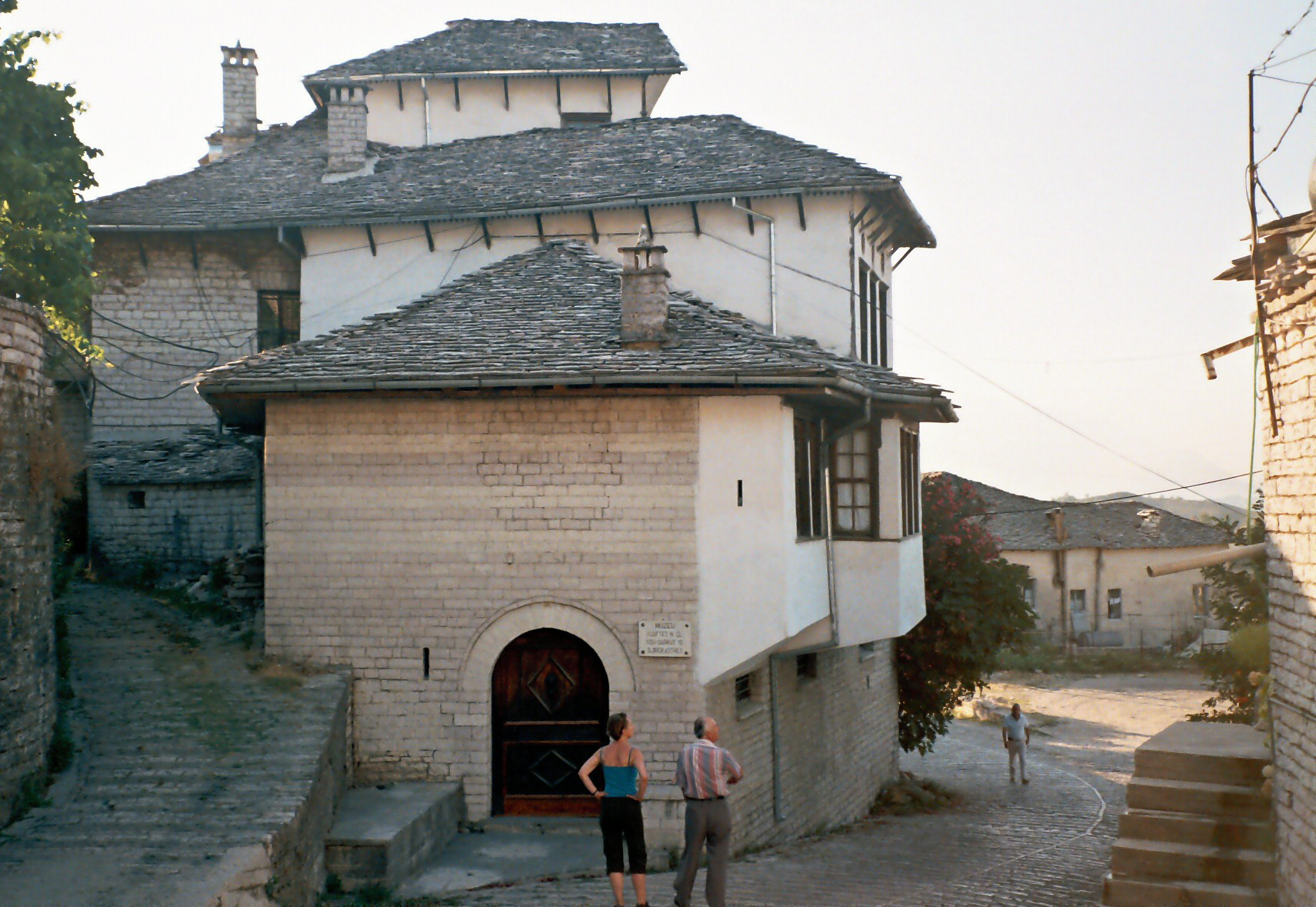
博物館に変わったホジャの生家

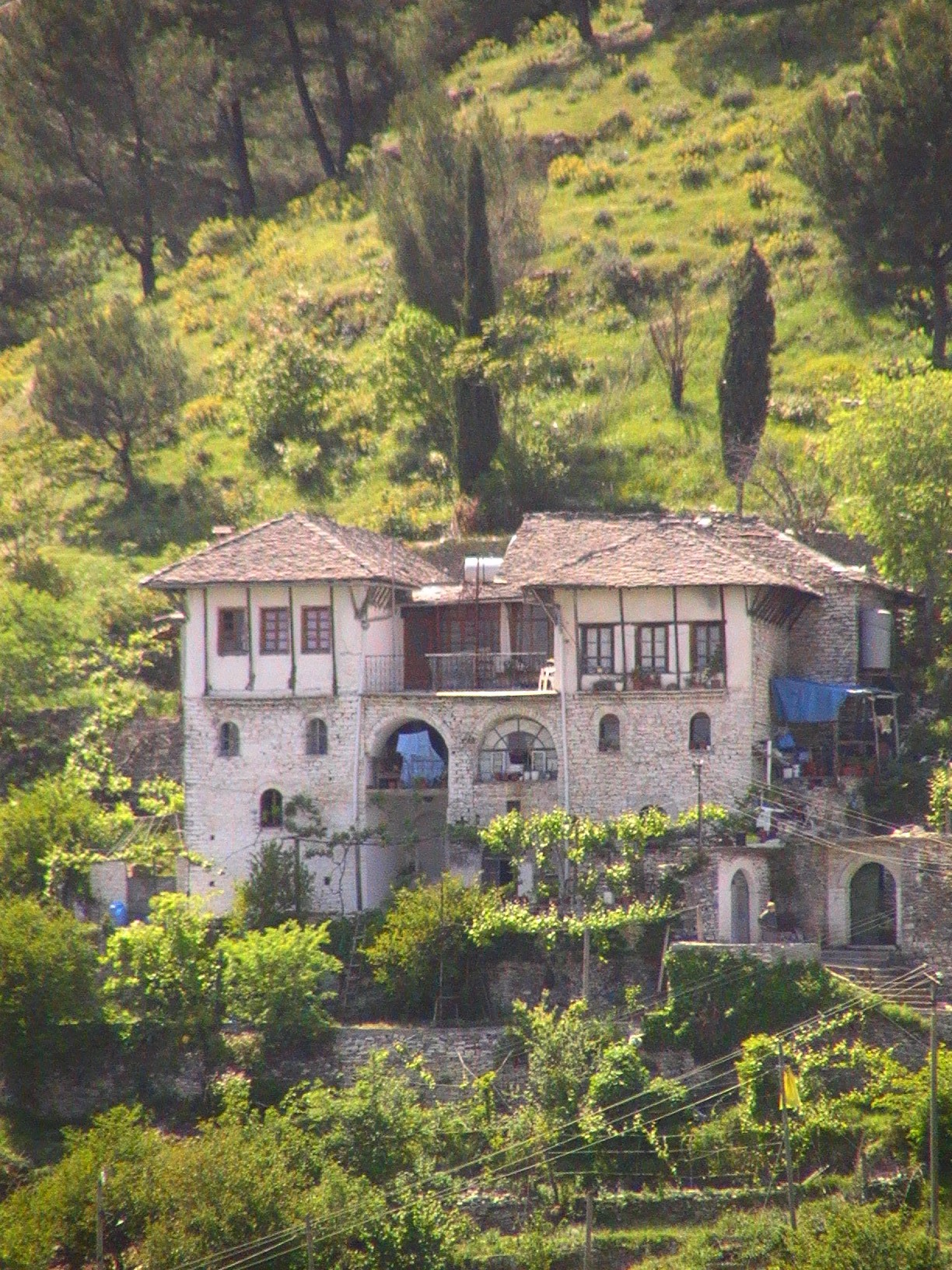
ゼカテハウス

多くのジロカストラの住居は独特な地元のスタイルで「石の町」と言うニックネームを得ているが、ほとんどの古い家の屋根が石で覆われていることによる。ジロカストラは1960年代や70年代にベラト共にアルバニアでは数少ない建物の近代化の計画から保護された町である。両都市は「博物館都市」の地位を得てユネスコの世界遺産になった。ジロカストラ城は町を見下ろす場所にあり、峡谷を見下ろす戦略的な場所である。訪問者のためにオープンしており、軍事博物館も含まれ大砲やドイツに抵抗したパルチザンの記念物、帝国主義に抵抗した記念としてのアメリカの戦闘機などを特徴としている。19世紀や20世紀にはアリー・パシャやゾグー1世によって建物が増やされている。今日では5つの塔と時計塔、教会、泉、馬小屋、他の多くの施設が占めている。北側はゾグー政府によって刑務所に変えられ、共産主義時代には政治犯が収容されていた。
ジロカストラはオスマン時代の古いバザールも特徴で、オリジナルのものは17世紀に建てられた。19世紀には火災により再建されている。今日では200を超える家が文化的な記念物としてジロカストラでは保存されている。ジロカストラモスクは1757年に建てられている。1988年に最初に世界遺産に提案されたが、国際記念物遺跡会議の専門家は旧市街を損なういくつかの現代的な建物の出現に困惑していた。最終的には2005年に登録されている。

## 気候
ジロカストラはアルバニア西部の低地と標高が高い内陸の間に位置し、暑い夏の地中海性気候であるがアルバニアの普通の地中海性気候に比べると降水量が多い気候タイプである。
| ジロカストラの気候     | ジロカストラの気候 | ジロカストラの気候 | ジロカストラの気候 | ジロカストラの気候 | ジロカストラの気候 | ジロカストラの気候 | ジロカストラの気候 | ジロカストラの気候 | ジロカストラの気候 | ジロカストラの気候 | ジロカストラの気候 | ジロカストラの気候 | ジロカストラの気候 |
| 月                     | 1月                | 2月                | 3月                | 4月                | 5月                | 6月                | 7月                | 8月                | 9月                | 10月               | 11月               | 12月               | 年                 |
| ---------------------- | ------------------ | ------------------ | ------------------ | ------------------ | ------------------ | ------------------ | ------------------ | ------------------ | ------------------ | ------------------ | ------------------ | ------------------ | ------------------ |
| 平均最高気温 °C （°F） | 9 (48)             | 11 (52)            | 13 (55)            | 18 (64)            | 23 (73)            | 28 (82)            | 32 (90)            | 34 (93)            | 27 (81)            | 23 (73)            | 15 (59)            | 11 (52)            | 20.3 (68.5)        |
| 日平均気温 °C （°F）   | 5 (41)             | 6 (43)             | 7 (45)             | 12 (54)            | 16 (61)            | 20 (68)            | 23 (73)            | 24 (75)            | 19 (66)            | 14 (57)            | 10 (50)            | 6 (43)             | 13.5 (56.3)        |
| 平均最低気温 °C （°F） | 1 (34)             | 1 (34)             | 2 (36)             | 6 (43)             | 10 (50)            | 13 (55)            | 15 (59)            | 15 (59)            | 12 (54)            | 8 (46)             | 5 (41)             | 2 (36)             | 7.5 (45.6)         |
| 降水量 mm （inch）     | 290 (11.42)        | 230 (9.06)         | 190 (7.48)         | 90 (3.54)          | 50 (1.97)          | 40 (1.57)          | 10 (0.39)          | 10 (0.39)          | 60 (2.36)          | 180 (7.09)         | 400 (15.75)        | 320 (12.6)         | 1,870 (73.62)      |
| 平均降水日数 （≥1 mm） | 11                 | 10                 | 8                  | 7                  | 5                  | 2                  | 1                  | 1                  | 3                  | 7                  | 14                 | 12                 | 81                 |
| % 湿度                 | 71                 | 69                 | 68                 | 69                 | 70                 | 62                 | 57                 | 57                 | 64                 | 67                 | 75                 | 73                 | 66.8               |
| 出典1：Weatherbase     |                    |                    |                    |                    |                    |                    |                    |                    |                    |                    |                    |                    |                    |
| 出典2：Climate data    |                    |                    |                    |                    |                    |                    |                    |                    |                    |                    |                    |                    |                    |

## 経済
ジロカストラは商業やいくつかの産業の中心都市でとくに食品加工や皮革、織物の中心である。最近では地域青果市場が構築され地元の青果が取引されている。アルバニア南部は近くのギリシャのヨアニアの町との関係で有機野菜の産品供給が将来的に増える可能性があるが、現在の品質は欧州標準には遠く及ばない。1988年に市の商工会議所が設立されギリシャとの国境地域の貿易を促進している。ギリシャのアルバニアへの資金援助の一部によりギリシャ軍がジロカストラ市内に病院を建設している。近年では多くの伝統的な家屋の再建が始まり、オーナーを惹き付け戻しており観光による活性化は地元にあらたな収入をもたらす可能性がある。しかしながら、一部の家屋は投資の不足から打ち捨てられている。2010年のギリシャの経済危機の影響をアルバニアで最初に受けたのはこの地域で、アルバニアからギリシャに出稼ぎや移住していた者は失業などによりアルバニアに戻って来ている。

## 教育
ジロカストラに最初に開かれたのはギリシャ語の学校で1663年に創立している。この学校は地元の商人が後援し、主教が監督していた。1821年にギリシャ独立戦争が起こると、学校は破壊されるが1830年には復活している。1727年にマドラサが開設され以来、1967年に共産主義政権の文化革命が起こるまで240年間にわたり続いていた。1861-1862年に女子向けのギリシャ語の学校が設立されギリシャ人の銀行家クリスタキス・ゾグラフォスによる資金援助を受けていた。最初のアルバニア人の学校が開かれたのは1886年のことである。今日のジロカストラには7つのグラマースクールと2つの総合高校、2つの職業校がある。
市内にはエチェレム・チャベイ大学があり、1968年に開設された。最近は入学者数の低下から一部の学部は2008−2009年には機能していなかった。2006年にアルバニア政府とギリシャ政府によりギリシャ語の大学をジロカストラでは2つ目の大学として開設することが同意された。この計画は2010年に35名の学生で始まったが、ヨアニア大学が教員の提供を拒否し突然中止されギリシャ政府とラトシス財団は資金を引き上げている。

## 統計
ジロカストラの人口は43,000人である。またジロカストラはギリシャ人マイノリティーもおり、ある資料によれば1989年には4,000人居るとされ、町のギリシャ人の32%がギリシャ語話者であると宣言している。ジロカストラはアルバニアにおけるギリシャ人マイノリティーの中心地であると考えられ、ギリシャの領事館も置かれている。

## 交通
ジロカストラには幹線道路SH4号線が通り、北側はテペレナやドロプルと南側はギリシャとの国境までの30キロメートルを結んでいる。ジロカストラ付近からギリシア国境までの幹線道路は、ギリシア政府の援助等により整備されている。逆方向、ティラナ方向に向かう幹線道路は、ほとんどの区間で未整備か現在整備中である。
- ティラナから、長距離バスで約6-8時間（1日数便）、乗り合いタクシーで約5-7時間（1日数便）
- サランダから、長距離バスで約2時間（1日数便）、乗り合いタクシーで約2時間（数時間に1本）
- ギリシャのアテネから、長距離バスで約12時間（1日数便）

長距離バスや乗り合いタクシーが停車するバス停は谷底の幹線道路沿いにある。新市街中心部は少し登ったところにあり、旧市街と城塞は山の中腹にある。新市街中心付近より旧市街・城塞方面へ向かうバスが出ている。

## 観光
- 旧市街（市内中心部と城塞の間に位置する丘の上にオスマン帝国時代の家並みが残っている）
- 城塞

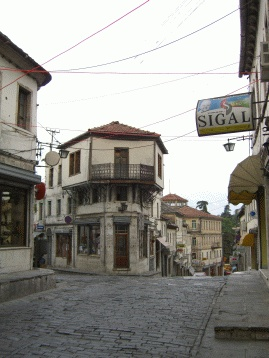
旧市街中心部
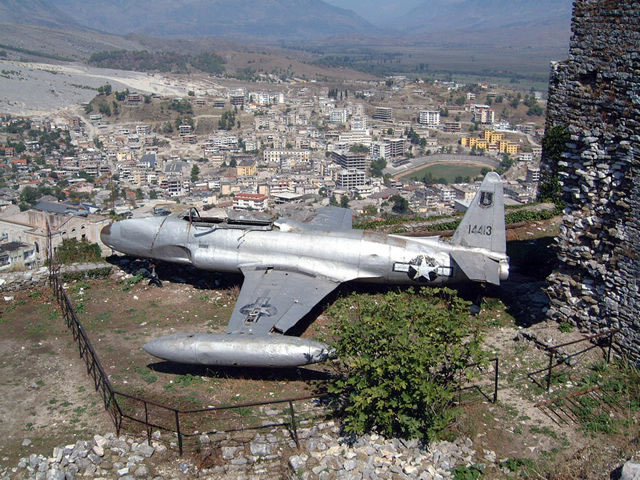
城塞の米軍機
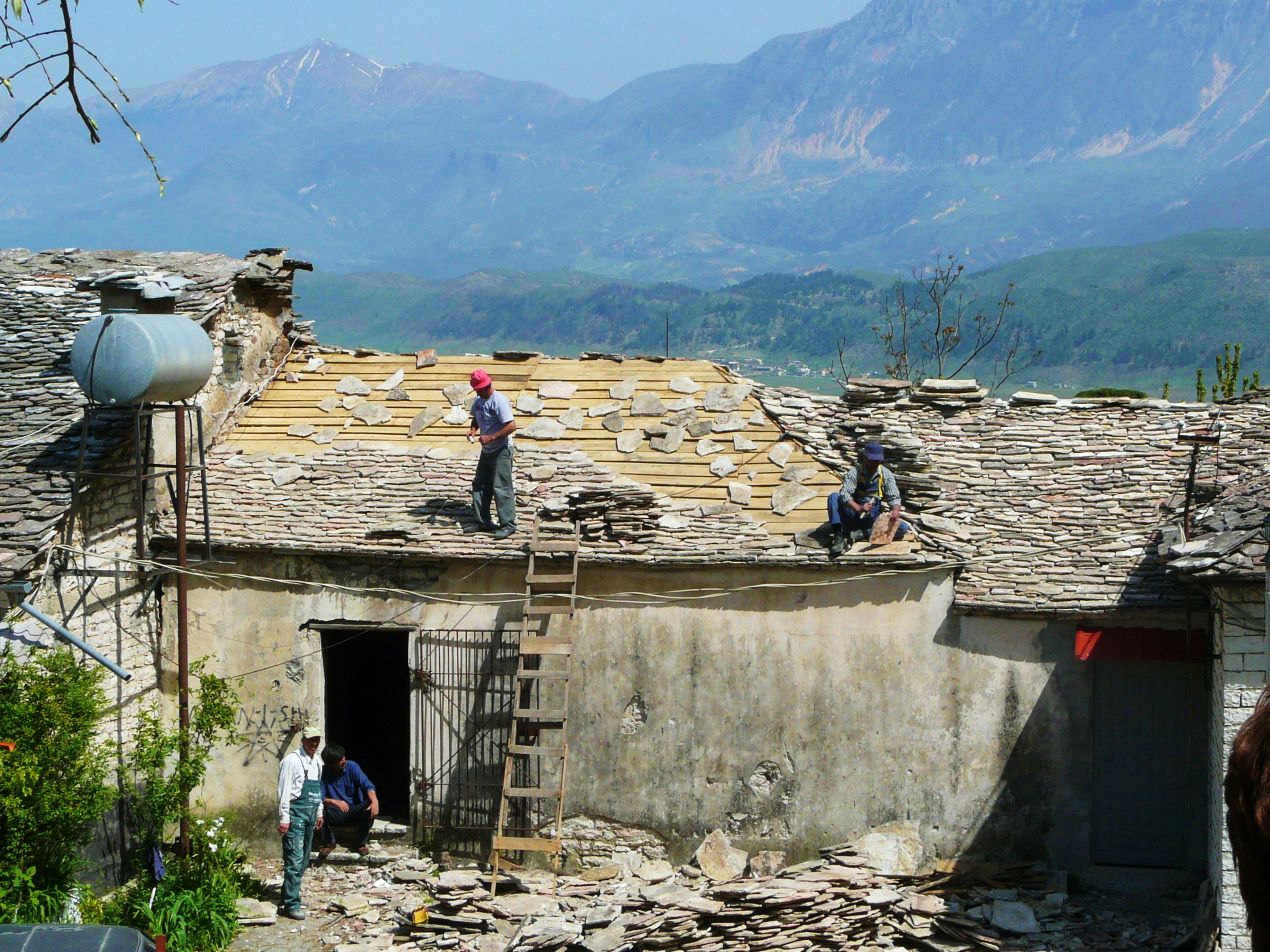
再建中の伝統的な家屋の屋根
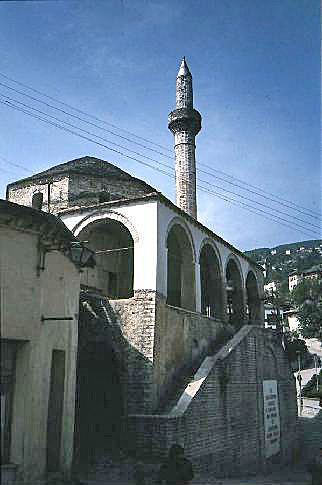
市内に残された唯一のモスクである1757年に建築されたジロカストラモスク
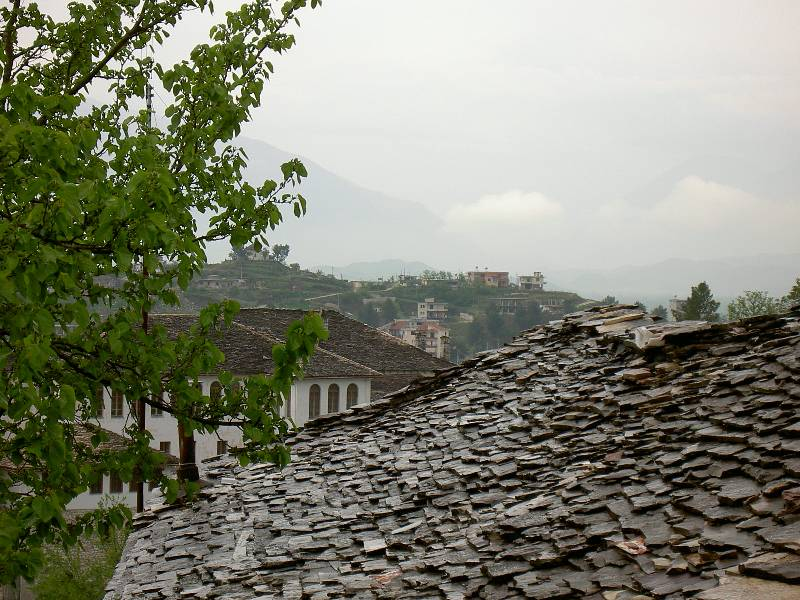
ジロカストラの家屋の屋根

## 世界遺産
アルバニア政府は歴史的な価値のある街並みを「博物館都市」に指定しており、ジロカストラはそのひとつである。同指定を受けた都市は他にベラトがある。街並みを形作っているのは、この地域特有のクラ（kullë、「塔」の意・トルコ語の"kule"に由来）と呼ばれる石造りの家屋で、オスマン帝国時代に建造されたものである。この街に残る城塞、家屋、市場、宗教建築物は2005年に「ジロカストラの博物館都市」としてユネスコの世界遺産に登録された。2008年にはベラトも加える形で拡大登録され、世界遺産登録名もそれに伴って変更された。

### 登録基準
この世界遺産は世界遺産登録基準のうち、以下の条件を満たし、登録された（以下の基準は世界遺産センター公表の登録基準からの翻訳、引用である）。
- (3) 現存するまたは消滅した文化的伝統または文明の、唯一のまたは少なくとも稀な証拠。
- (4) 人類の歴史上重要な時代を例証する建築様式、建築物群、技術の集積または景観の優れた例。

## 出身著名人
- エンヴェル・ホッジャ（アルバニア労働党第一書記、首相）
- イスマイル・カダレ（作家）